# H.261
El protocol H.261 és un estàndard de codificació de vídeo dissenyat inicialment per transmissions sobre línies XDSI en les que les ràtios de dades fossin múltiples de 64kbit/s. La ràtio de dades de l'algorisme codificador va ser dissenyat per ser capaç d'operar entre 40kbit/s i 2Mbit/s. L'estàndard suporta CIF i QCIF amb resolucions de 352x288 i 176x144 respectivament.
L'H.261 va ser el primer estàndard de codificació de vídeo. El disseny d'aquest protocol va suposar un gran esforç i tots els estàndards creats després d'ell (MPEG-1, MPEG-2/H.262, H.263 i H.264) s'han basat en el seu disseny. L'algorisme de codificació utilitza un híbrid de predicció compensada d'imatges en moviment i codificació de transformació espacial amb quantització escalar, escaneig en ziga-zaga i codificació d'entropia.
La unitat de processament bàsica del disseny s'anomena macrobloc. Cada macrobloc està format per una matriu de 16x16 mostres luma i 2 matrius de 8x8 de mostres chroma usant un mostreig 4:2:9 i un espai de color YCbCr.
La predicció entre imatges elimina la redundància temporal, amb vectors de moviment usats per ajudar a compensar el còdec pel moviment. La codificació de transformació usant una transformació de cosinus discreta (DCT) elimina la redundància espacial. La quantització escalar s'utilitza per arrodonir els coeficients de transformació a la precisió apropiada.
L'estàndard H.261 en realitat només especifica com descodificar el vídeo. Els dissenyadors de codificadors van tenir llibertat per dissenyar els seus propis algorismes de codificació, sempre que el resultat pogués ser descomprimit per l'estàndard. Els codificadors poden, fins i tot, realitzar qualsevol tipus de preprocessament que desitgin mentre que els descodificadors poden realitzar el postprocessament que creguin convenient. Una tècnica efectiva de postprocessament s'anomena filtratge de blocs. Aquesta tècnica redueix l'aparició de molestos objectes amb forma de bloc causats per la compensació de moviment basada en blocs. De fet, aquests objectes són un fenomen habitual per a tots els que hagin vist vídeo digital. El filtratge de blocs s'ha convertit en una part fonamental en l'estàndard més recent: el H.264.
Els refinaments introduïts en els darrers estàndards creats han suposat una millora significativa en la capacitat de compressió respecte al disseny original del H.261. Això ha fet que aquest estàndard es tornés obsolet, tot i que encara s'utilitza en alguns sistemes de videoconferència i per alguns tipus de vídeo per Internet. Tot i així, el H.261 es considera com un punt d'inflexió en el camp de desenvolupament de codificació de vídeo.